# Insulele Ashmore și Cartier
Insulele Ashmore și Cartier (în engleză Ashmore and Cartier Islands; oficial în engleză Territory of Ashmore and Cartier Islands) este un teritoriu extern nelocuit al Australiei, care constă din insule mici nelocuite de nisip sau corali. Ele sunt situate în Oceanul Indian la 320 km de coasta de nord-vest a Australiei și 144 km sud-vest de la insula Rote care aparține de Indonezia.

## Istoric
Insulele Ashmore au fost anexate Marii Britanii în anul 1878 pe când insula Cartier în anul 1909. Oficial sub control australian vor fi la data de 23 iulie 1931 și adminstrativ aparțin de Northern Territory, iar în iulie 1978 vor avea o administrație separată „Department of Home Affairs“ cu sediul în Canberra.